# 장팡팅
장팡팅(중국어 간체자: 蒋方婷, 병음: Jiâng Fāngtíng, 한자음: 장방정, 1988년 7월 19일 ~ )은 중국의 배우이다.